# Korn (dokumentarfilm fra 1943)
 For alternative betydninger, se Korn (flertydig). (Se også artikler, som begynder med Korn)
Korn er en dansk dokumentarfilm fra 1943, der er instrueret af Bjarne Henning-Jensen efter manuskript af ham selv, Olaf Hauch og Kai Johansen.

## Handling
Kornets vækst fra såning til høsten følges af børn på gården.